# Gilles de Rais
Gilles de Montmorency-Laval (tiếng Pháp:.. [Đə ʁɛ]; c prob tháng 9 năm 1405 - ngày 26 Tháng 10 năm 1440), Danh xưng khác là Nam tước de Rais, là một hiệp sĩ kiêm lãnh chúa từ Bretagne, Anjou và Poitou, một nhà lãnh đạo trong quân đội Pháp, và là bạn đồng hành dưới quyền của của Jeanne of Arc. Ông từng gây dựng được tiếng tăm lớn nhưng sau đó bị kết án tội danh sát hại hàng loạt trẻ em và hiếp dâm qua lời thú tội của ông.
Là một thành viên của Hạ viện Montmorency-Laval, Gilles de Rais lớn lên dưới sự giám hộ của ông nội và mở rộng tài sản của mình bằng cách kết hôn. Ông đã nhận được sự ủng hộ của Công tước xứ Bretagne và được nhận vào tòa án Pháp. Từ 1427-1435, Gilles phục vụ với tư cách là một chỉ huy trong quân đội Hoàng gia, và chiến đấu bên cạnh Joan of Arc chống lại người Anh và các đồng minh của họ trong Chiến tranh Trăm Năm, mà ông được bổ nhiệm làm thống chế pháp.
Năm 1434/1435, ông rút lui khỏi sự nghiệp quân sự, lúc đó ông đã cạn kiệt tài sản và bị cáo buộc là dính líu đến các vấn đề bí ẩn. Sau năm 1432 Gilles bị buộc tội tham gia vào một loạt các vụ giết hại trẻ em, với các nạn nhân lên đến con số hàng trăm. Chuỗi các vụ giết người kết thúc vào năm 1440, sau khi Gilles xô xát với một vị linh mục và vị này lập tức cho giáo hội điều tra về những bí mật mà Gilles giấu. Trong phiên toà, cha mẹ của những đứa trẻ mất tích ở khu vực lân cận và các đồng minh của Gilles đã đưa ra các minh chứng chống lại ông. Gilles bị kết án tử hình và treo cổ tại Nantes vào ngày 26 tháng 10 năm 1440.
Gilles de Rais được cho là cảm hứng cho câu chuyện cổ tích năm 1697 "Yêu Râu Xanh" ("Barbe bleue") của Charles Perrault.

## Đầu đời
Gilles de Rais được sinh ra vào cuối năm 1405, là con trai của Guy II de Montmorency-Laval và Marie de Craon trong tư dinh tại Champtocé-sur-Loire . Ông là một đứa trẻ thông minh, nói tiếng Latin trôi chảy, biết phân chia thời gian học tập kỷ luật quân sự và phát triển tinh thần, trí tuệ  Sau khi song thân qua đời vào năm 1415, Gilles và em trai là René de La Suze chịu sự giám hộ của ông ngoại là Jean de Craon.. Jean de Craon là một người vụ lợi, ông cố gắng sắp xếp một cuộc hôn nhân cho Gilles năm cậu mười hai tuổi với Jeanne Paynel, một trong những người thừa kế giàu nhất ở Normandy, và khi kế hoạch thất bại, ông lại tiếp tục thất bại khi cố gắng gả Gilles cho Béatrice de Rohan, cháu gái của Công tước xứ Bretagne. Tuy nhiên vào ngày 30 tháng 11 năm 1420, Gilles kết hôn với Catherine de Thouars xứ Bretagne, nữ nhân thừa kế gia sản của La Vendée và Poitou. Con duy nhất của Gilles và Catherine là tiểu thư Marie sinh năm 1429.

## Sự nghiệp Quân sự
Nhiều thập kỷ sau cuộc Chiến tranh Kế vị Breton (1341– 1364), phe phái bại trận của Olivier de Blois - Bá tước xứ Penthièvre, vẫn tiếp tục âm mưu chống lại các Công Tước của Montfort. Phe phái de Blois giữ vững quan điểm phủ nhận quyền cai trị xứ Bretagne của đối thủ nên đã bắt giam Công Tước John VI làm con tin vì tội vi phạm Hiệp ước Guérande (1365). Gilles khi ấy mới mười sáu tuổi đã đứng về phía Nhà Montfort, và được ban cho nhiều khoản tài trợ đất đai.
Năm 1425, Rais được giới thiệu tới triều đình Charles VII tại Saumur và bắt đầu học tập các quy tắc lễ nghi Hoàng Gia, phần lớn ông học tập từ vị Thế Tử. Trong trận Château du Lude, ông thành công áp giải một tư lệnh người Anh là ông Blackburn.
Từ năm 1427 đến năm 1435, Rais phục vụ với vai trò là tư lệnh trong Quân đội Hoàng gia, thời ấy ông nổi tiếng với lòng dũng cảm liều lĩnh trên chiến trường suốt Chiến tranh Trăm Năm. Năm 1429, ông đã chiến đấu cùng với Jeanne d'Arc trong một số chiến dịch chống lại người Anh và đồng minh của họ là Bourgogne. Ông đã có mặt với Jeanne khi Cuộc vây hãm Orléans kết thúc.
Vào ngày 17 tháng 7 năm 1429, Gilles vinh dự được chọn là một trong bốn vị lãnh chúa mang Chén thánh Ampulla từ Tu viện Saint-Remy đến Notre-Dame de Reims để dâng vua Charles VII. Cùng ngày, ông đã chính thức trở thành Nguyên soái Pháp. Ông được nhận chứng chỉ vinh danh với một số mục như "các kĩ năng phục vụ cao cấp đáng khen ngợi", "nhiều chiến công" và "lòng anh dũng". Vào tháng 5 năm 1431, ngày Jeanne d'Arc bị hỏa thiêu, Gilles đã không có mặt.

## Đời tư cá nhân

### Lối sống xa xỉ
Vào năm 1434, Rais rút khỏi giới quân sự và thường xuyên từ chối xuất hiện trước công chúng để theo đuổi một số đam mê của riêng mình: Sáng tác vở kịch Le Mistère du Siège d'Orléans (Bí ẩn trong Cuộc vây hãm thành Orléans). Vở kịch bao gồm hơn 20.000 dòng thơ, 140 đoạn hội thoại và 500 phần bổ sung. Tuy nhiên, ngân khố của Rais bắt đầu hao hụt kể từ lúc ông sáng tác vở kịch, khiến ông phải bán tài sản gia đình ngay từ năm 1432 để bù đắp vào lối sống xa hoa. Đến tháng 3 năm 1433, ông bán sạch tài sản của mình ở Poitou (trừ tài sản của Catherine vợ ông) cùng với các tài sản ở Maine. Chỉ còn hai lâu đài xứ Anjou, Champtocé-sur-Loire và Ingrandes là vẫn thuộc quyền sở hữu của Gilles. Một nửa tổng doanh thu và các khoản thế chấp được ông chi tiêu chỉ cho riêng việc sản xuất vở kịch. Nó được trình diễn lần đầu tiên tại Orleans vào ngày 8 tháng 5 năm 1435. Sáu trăm bộ trang phục cao cấp đã được may, nhưng chỉ mặc duy nhất một lần rồi tiêu hủy, và đội thợ may của Gilles lại tiếp tục may mẫu mới cho những phiên diễn tiếp theo. Ngoài ra, với các khán giả đến xem kịch, Gilles cung cấp cho họ toàn bộ thức ăn miễn phí bằng tiền của ông.
Vào tháng 6 năm 1435, các thành viên gia đình ông đã tập trung để kêu gọi Giáo hoàng Eugene IV giúp đỡ họ từ chối yêu cầu xây dựng thêm một nhà nguyện lộng lẫy của Gilles. Vào ngày 2 tháng 7 năm 1435, một sắc lệnh của Hoàng gia tuyên bố tại Mitchéans, Tours, Angers, Pouzauges và Champtocé-sur-Loire tố cáo Rais là một kẻ tiêu xài vô căn cứ và cấm ông bán thêm bất kỳ tài sản nào. Nhà vua ra lệnh cho mọi thuộc cấp của mình không ai được phép ký kết hợp đồng với Gilles. Mức độ tín dụng của Rais giảm ngay lập tức tại thời điểm đó, rất nhiều chủ nợ đến siết nợ ông do ông đã vay mượn quá nhiều. Cuối tháng 8 năm 1435, Gilles rời khỏi thành phố Orleans, để lại vô số món đồ quý giá tại đây.

### Các sự vụ bí ẩn
Năm 1438, theo lời khai của linh mục Eustache Blanchet và giáo sĩ François Prelati, Rais đã cử một ông đi tìm những cá nhân biết về giả kim thuật và quỷ dữ. Blanchet liên lạc với Prelati ở Florence và thuyết phục anh ta phục vụ cho chủ nhân của mình. Sau khi xem lại các cuốn sách ma thuật của Prelati và một khách du lịch ở Breton, de Rais đã tiến hành các thí nghiệm ma thuật mờ ám, lần đầu tiên diễn ra ở sảnh tầng hầm lâu đài tại Tifauges, cố gắng sử dụng các thần chú ma thuật ghi trong sách để triệu hồi một con quỷ tên là Barron. De Rais đã cung cấp một hợp đồng với con quỷ vì những tài sản mà Prelati đã trao cho con quỷ vào một thời gian sau đó.
Tuy nhiên do không có con quỷ nào hiện ra sau ba lần thử triệu hồi, Gilles đã rất thất vọng vì việc triệu hồi con quỷ từ cuốn sách chẳng có kết quả gì khả quan. Prelati trả lời rằng con quỷ Barron đã tức giận và yêu cầu Rais cung cấp các bộ phận cơ thể của trẻ em thì nó sẽ xuất hiện. Gilles đã tuân thủ theo những yêu cầu mà Prelati đề ra, cũng là nguyên nhân dẫn đến việc ông sát hại trẻ em. Tất cả những hành động này hoàn toàn vô ích, khiến tâm lý của ông ngày càng suy sụp, thậm chí tâm bệnh của ông tồi tệ hơn khi gia sản dần khánh kiệt.

## Chuỗi các vụ sát hại hàng loạt trẻ em
Trong lời thú tội của mình, Rais cho biết ông đã thực hiện những vụ tấn công trẻ em đầu tiên vào khoảng mùa xuân năm 1432 và mùa xuân năm 1433. 